# Боскобел (містечко, Вісконсин)
Боскобел (англ. Boscobel) — місто (англ. town) в США, в окрузі Грант штату Вісконсин. Населення — 379 осіб (2020).

## Демографія
Згідно з переписом 2010 року, у місті мешкало 376 осіб у 160 домогосподарствах у складі 106 родин. Було 169 помешкань
Расовий склад населення:
| - 98,9 % — білих - 0,5 % — чорних або афроамериканців |

До двох чи більше рас належало 0,3 %. Частка іспаномовних становила 0,3 % від усіх жителів.
За віковим діапазоном населення розподілялося таким чином: 21,3 % — особи молодші 18 років, 58,8 % — особи у віці 18—64 років, 19,9 % — особи у віці 65 років та старші. Медіана віку мешканця становила 47,0 року. На 100 осіб жіночої статі у місті припадало 104,3 чоловіків; на 100 жінок у віці від 18 років та старших — 98,7 чоловіків також старших 18 років.
Середній дохід на одне домашнє господарство становив 52 262 долари США (медіана — 42 344), а середній дохід на одну сім'ю — 58 623 долари (медіана — 51 500). Медіана доходів становила 44 000 доларів для чоловіків та 27 143 долари для жінок. За межею бідності перебувало 12,1 % осіб, у тому числі 19,5 % дітей у віці до 18 років та 4,0 % осіб у віці 65 років та старших.
Цивільне працевлаштоване населення становило 196 осіб. Основні галузі зайнятості: освіта, охорона здоров'я та соціальна допомога — 22,4 %, виробництво — 18,9 %, будівництво — 13,3 %, роздрібна торгівля — 11,2 %.